# Кубань (телерадиокомпания)
Государственная телевизионная и радиовещательная  компания «Кубань» — филиал ФГУП «Всероссийская государственная телевизионная и радиовещательная компания» в Краснодарском крае.
Территориальное отделение филиала ФГУП ВГТРК ГТРК «Кубань» в г. Сочи. Руководитель — Дмитрий Борисович Мозолюк (заместитель директора филиала — руководитель Территориального отделения). Основные направления деятельности: производство информационных выпусков «Вести Сочи» на телеканале «Россия-1», «Россия-24» и радиоканале «Радио России» в г. Сочи. В 2007 году она стала филиалом ВГТРК.

## История
Когда телевизоры были далеко не в каждой семье, и даже центральное телевидение ещё давало черно-белую картинку, на Кубани уже строили региональный телецентр. 1 ноября 1959 года началась история гостелерадиокомпании «Кубань».
Первая телевизионная эпоха была немой — писать звук на месте событий не позволяла техника — и прямой — только живой эфир, как, впрочем, и сейчас. Поэтому выпусков первой новостной программы, называлась она «Краевые телевизионные новости», не найти. Тем не менее, многие до сих пор помнят первого диктора краевого ТВ Валентину Баронову. Это её голос сопровождал немую картинку.
Записывать звук на месте событий стало возможным только в 1962 году, когда появилась оптическая фонограмма. Ещё через 16 лет регион на экране виден уже в цвете.
С киноплёнкой краевое телевидение распрощалось в 1990-х. С 1993 года настала эпоха видео. Это принципиально новые камеры, новые носители. Новостная программа называется «День Кубани». Телерадиокомпания делает рывок в развитии, меняя оборудование монтажных аппаратных и декорации. И первое краевое телевидение стало смотреться совсем по-другому. В прошлое ушли советские правила ведения выпусков, а вместе с ними — и любимая многими программа.
С 24 июля по 31 декабря 1996 года ГТРК «Кубань» осуществляла эфир на 38-й дециметровой частоте с 6:00 до 18:00.
8 июля 1996 года на 25-й дециметровой частоте ГТРК «Кубань» запускает собственный телеканал под названием «Кубань-25». В разное время на этом телеканале ретранслировались эфиры MTV Россия, телеканала Россия (во время перекрытия эфира местной ГТРК на 6 ТВК) и ТДК. Прекратил вещание 12 марта 2004 года.
В 2002 году настает время «Вестей». Тройка коней — узнаваемый по всей стране бренд. Больше выходов в прямой эфир. Больше оперативности. Больше новостей. Вторая кнопка телевизора становится главным источником региональной информации. И часто работает в федеральном масштабе.
Мода на информацию и масштабная перемена в вещании — полная свобода, «нет» всяческой цензуре. Опыт федеральных коллег переняли легенды регионального эфира: Дмитрий Мозолюк, Марина Калачева, Сергей Кожанов.
И, наконец, «цифра»! С запуском в работу нового аппаратно-студийного комплекса «Вести» выходят в HD-формате. Кажется, настал момент, когда для ГТРК «Кубань» уже нет ничего невозможного.
Сегодня «Вести. Кубань» выходят в эфир 13 раз в день: первый информационный выпуск начинается в 05:07, итоговый — в 21:05.  Кроме того, каждое воскресенье в эфире канала «Россия 1» — информационно-аналитическая программа «Местное время. Воскресенье», на канале «Россия 24» — «Вести», а также авторские и публицистические передачи, документальные фильмы.
16 января 2017 года ГТРК «Кубань» первыми в регионе начали вещание телеканала «Россия 1» в широком формате — 16:9. Его поддерживают все современные телевизоры.
Пульс новостей — главное, чем живёт ГТРК «Кубань», часть огромной семьи Всероссийской государственной телерадиокомпании. Признание зрителей — высокие рейтинги на фоне многочисленных конкурентов. Высшая оценка коллег — награда от Академии российского телевидения. А ещё первые места на международных творческих конкурсах, дипломы, грамоты и призы региональных журналистских фестивалей.
С 1 августа 2017 года началась трансляция региональных программ «Россия. Кубань» в составе пакета цифровых телеканалах РТРС-1 (первый мультиплекс) в Краснодарском крае. Вводом в эксплуатацию 10 станций цифрового вещания в Туапсинском, Апшеронском, Отрадненском и Новопокровском районах филиал РТРС «Краснодарский КРТПЦ» завершил строительство сети вещания пакета цифровых телеканалов РТРС-1 в регионе. Сеть цифрового эфирного телевидения в Краснодарском крае включает 93 объекта связи. Принимать первый мультиплекс могут 97,18 % жителей Кубани.
На телеканале Россия. Кубань" региональные врезки  выходят 05:07, 05:35, 06:07, 06:35, 07:07, 07:35, 08:07, 08:35, 09:00, 09:34, 14:30, 21:05.
На телеканале «Россия 24. Кубань»  можно смотреть ежедневно, в понедельник 08:00-08:30, 15:00-15:30, 17:30-18:00 и 21:00-21:30, со вторника по пятницам в 08:00-08:30, 17:30-18:00 и 21:00-21:30, по субботам в 21:00 и по воскресеньям в 13:00
14 января 2020 года директором ГТРК «Кубань» назначена Екатерина Минькова. Ранее она уже работала в компании, последняя должность — заместитель директора.

## Структура ГТРК «Кубань»
- «Россия-1» и ГТРК «Кубань»

По будням:
Утро Вести.Кубань - 5:07-5:10, 5:35-5:41, 6:07-6:10, 6:35-6:41, 7:07-7:10, 7:35-7:41, 8:07-8:10, 8:35-8:41, 9:30-9:45 (по будням)
Утро России.Кубань  - 9:45-9:56,
Вести.Кубань - 14:30-14:55, 21:10-21:30;
По субботам:
Вести.Кубань - 8:00-8:15
Вести.Интервью  - 8:20-8:35
Красная, 3 - 8:10-8:15, 8:20-8:35
По воскресеньям:
Местное время. Воскресенье (Вести.Кубань. Итоги недели) - 8:00-8:35, 14:30-15:00
- «Россия-24» и ГТРК «Кубань»

[По понедельникам: 8:00-8:30, 15:00-15:27, 17:30-18:00, 21:00-21:30; со вторника по пятницам 8:00-8:30, 17:30-18:00, 21:00-21:30; по субботам: 21:00-21:30; по воскресеньям: 13:00-13:57]
- «Радио России» и ГТРК «Кубань»

По будням:
Гость в студии - 7:10-8.00, 11:10-12:00, 18:10-18:00 (в рамках 50 минут)
Вести. Кубань - 7:30-8.00, 11:10 - 11:30/11:35/11:40, 18:10–18:30
По субботам: Гость в студии /Любить человека (каждую последнюю субботу месяца) - 11:10-12:00
По праздникам: 7:10-8.00, 11:10-12:00, 18:10-18:00 (в рамках 50 минут)
Гость в студии - 11:10-11:30/11:35/11:40
- «Радио Маяк»  ГТРК «Кубань» (с 31.03.2017)

По будням:
Новости - 7:50, 8:50, 18.30, 19:50
Авторские передачи - 17:50-18:00, 20:50-21:00:
Понедельник - Литературные легенды: расследование нескучного филолога.
Вторник - Перекресток истории.
Среда - Зоо досье.
Четверг - Как посмотреть
Пятница - Чужой среди своих
Краснодар FM - 18:05-19:00
Рекламные блоки - 7:50-7:52, 8:50-8:52, 9:50-9:52, 10:50-10:52, 11:50-11:52, 12:50-12:52, 13:50-13:52, 14:50-14:52, 15:50-15:52, 16:50-16:52, 18:50-18:52, 19:50-19:52, 21:50-21:52
- «Вести ФМ» и ГТРК «Кубань» (с 18.10.2011 — федеральный эфир, с 01.12.2011 — региональный эфир)

Новости региона и Рекламные блоки - 7:57-8:00, 8:57-9:00, 9:57-10:00, 10:57-11:00, 11:57-12:00, 12:45-13:00, 13:57-14:00, 14:57-15:00, 15:57-16:00, 16:57-17:00, 17:57-18:00, 18:45-19:00 (итоги дня [кроме пятницы]), 18:57-19:00 (по пятницам), 19:57-20:00, 20:57-21:00
Интервью - 12:45-13:00 (возможно)

## Программы
Программа «Вести. Кубань» выходит в эфир 38/39 раз в день (на канале Россия 1,
Россия 24,). Радио России, Маяк и Вести FM: 154—160 раз в неделю: первый информационный выпуск начинается в 07:57, итоговый — в 18:45 на Вести FM, в 21:00 – на Россия 24 и в 21:05 на Россия 1. Будние дни в 05:07, 05:35, 06:07, 06:35, 07:07, 07:35, 08:07, 08:35 (Утренние выпуски), 09:30, 11:30 и 21:05 (Россия 1), 17:30 и 21:00 (Россия 24), в Субботу — 08:00, 14:30 и 20:50 (Россия 1). Кроме того, каждое воскресенье в эфире канала «Россия-1» — информационно-аналитическая программа «Местное Время. Воскресенье» (События недели) выходит в 14:30, а также авторские и публицистические передачи, документальные фильмы. По воскресеньям в 08:00 выходит информационно-аналитическая программа Вести ЮГ.
Ежедневно выходят программы ГТРК Кубань:
- Вести. Кубань (14:30, 21:05)
- Утро Вести. Кубань (по будням в начале и в середине часа с 05:00 до 09:00)
- Вести. Интервью (по будням в 08:00, по понедельникам 15:00, 1,3 суббота месяца 21:00, воскресенье 13:30/13:40, Россия 24),
- Утро России. Кубань (по будням в 09:34, Россия 1)
- Вести. Политика (Россия 24),
- Вести. Юг (по воскресеньям 08:00, Россия 1),
- Вести. Краснодар (по воскресеньям в 13:30, Россия 24)
- Одним днём (Россия 1, Россия 24)
- Дорожные Вести (по субботам в 21:00, Россия 24)
- Микрофон Включен (по пятницам в 09:44 (Россия 1), по воскресеньям в 13:00 (Россия 24)
- Не интервью (Россия 1, Россия 24)

а также:
- Специальный Репортаж (Россия 24)
- Другие проекты

Эфир федеральной станции «Радио России» на частоте 90,2 FM дополняют в будние дни 2-3 выпуска региональных новостей (10-15 минут - 07.10, 5-15 минут — 11:10, 5-20 минут — 18:10) и
Программы:
- Гость в студии (Пн-Пт 7:30,11.30, 18.30, по субботам 11:10 - время программы от 20 до 30 минут)
- Любить Человека (последняя суббота месяца в 11:10)

Радиостанция «Маяк» вещает в Краснодаре на частоте 91,4 FM.
На Радио Маяк Краснодар выходят программы:
- Новости — 7:50, 8:50, 18:30, 19:50
- Литературные легенды: расследование нескучного филолога (по понедельникам) — 17:50, 20:50
- Перекресток истории (по вторникам) — 17:50, 20:50
- Зоо досье (по средам) — 17:50, 20:50
- Как посмотреть. От теории к действительности (по четвергам) — 17:50, 20:50
- ПРО Здоровье (по пятницам) — 17:50, 20:50
- Краснодар FM по будням в 18:05/18:10-19:00

А на радиостанции «Вести FM» на частоте 100.6 FM выходят региональные новости и погода в конце каждого часа в 07:57, 08:57, 09:57, 10:57, 11:57, 13:57, 14:57, 15:57, 16:57, 17:57 (в будние дни), 18:57 (по пятницам), 19:57, 20:57 (краткие выпуски новостей+погода), в 12:45 (в будние дни) и в 18:45 (кроме пятницы) — итоговые выпуски новостей, интервью и погода.

## Руководители
Руководитель — Екатерина Анатольевна Минькова.

## Награды
Работа ГТРК «Кубань» отмечена многими престижными наградами:
- Редактор службы спецпроектов Алла Григоренко стала лауреатом конкурса Союза журналистов России на "Лучшее журналистское произведение 2025 года".
- Специальный репортаж Анастасии Пироговой "Сила слова" стал лауреатом  XII Всероссийского фестиваля «Человек и Вера» в Костроме (2025)
- Документальный фильм Ольги Тимохиной "Битва за море" взял гран-при  XXI  фестиваля телевизионной документалистики «Человек и море» (г. Владивосток, 2025)
- Документальный фильм Ольги Тимохиной "Битва за море" взял гран-при XXIV Международного экологического телефестиваля "Спасти и сохранить" (г. Ханты-Мансийск, 2025)
- Специальный репортаж "Позывной" корреспондента Александра Крошного  стал «Лучшим специальным репортажем» XII Международного телевизионного фестиваля военно-патриотических фильмов и программ «Вечный огонь» в Волгограде. (2025).
- Режиссеру ГТРК "Кубань" Наталье Корсунцевой присвоено звание "Заслуженный журналист Краснодарского края" (2025)
- Главный режиссер Оксана Бойванова завоевала престижную краевую награду «Золотой объектив: режиссёрская работа» (2025), "Золотой микрофон" (2025) у корреспондента Алисы Дмитренко, у специального корреспондента Андрея Малёваного и оператора Константина Попова -  специальные призы. Лауреатами стали: редактор радиослужбы Валерия Леньшина,  телеоператоры Александр Зайцев, Иван Муронов.
- Директор ГТРК "Кубань" Екатерина Минькова награждена медалью «За выдающийся вклад в развитие Краснодарского края III степени». (2025)
- Ведущей информационной программы Анастасии Кулачи присвоено звание "Заслуженный журналист Краснодарского края" (2025)
- Продюсер службы радиовещания Никита Шкурин занял второе  в Краевом конкурсе творчества среди талантливой молодежи в сфере средств массовых коммуникаций «Медиа смена - 2024». Корреспонденты службы информационных программ телевидения Алиса Дмитренко и Александр Крошный, телеоператор Александр Зайцев заняли 3 место.

- Корреспондент Анастасия Пирогова стала победителем конкурса журналистских работ , посвященных Году семьи в России (2024).
- ГТРК "Кубань" стала победителем в номинации "Молодёжная радиопередача" 31-го Всероссийского фестиваля детских и юношеских радио-программ "ПТЕНЕЦ" (Тюмень, 2024)
- Фильм старшего редактора Никиты Егорова "Наша служба и опасна и трудна..." занял 1 место на Международном кинофестивале любительских и профессиональных фильмов «Молодой киновек». (2024)
- Ролики Анны Киселёвой взяли приз на IX Московском медиафестивале патриотической направленности электронных СМИ и телевидения «РОДИНА В СЕРДЦЕ» (2024)
- Информационный материал корреспондента Владиславы Гизиковой и оператора Артёма Статюхи стал победителем XVII Всероссийского патриотического фестиваля СМИ «Щит России» (г. Пермь, 2024). Диплом фестиваля у специального репортажа Анны Киселевой "Незримый бой".
- Заместитель директора Татьяна Куропаткина стала победителем VII Открытого творческого конкурса журналистов и СМИ Кубани на темы финансовой грамотности (2024), специальный приз получила  начальник службы радиовещания Алина Лактионова.
- Специальный корреспондент Ольга Тимохина заняла третье место профессионального творческого конкурса XXVIII Форума современной журналистики "Вся Россия - 2024".
- Специальный репортаж Ольги Тимохиной "Стать свободным" занял первое место на XI Всероссийском фестивале «Человек и Вера» в Иркутске (2024).
- Радиоэфир на тему "Гастротуризм - новые тенденции" ведущей Екатерины Давыдовой стал  финалистом  медиафорума "Чёрное золото России - 2024" (Кемерово, 2024).
- Редактор Алла Григоренко победила во II Всероссийском медиафоруме "Опережающие время. Люди науки" в номинации "Специальный телерепортаж". (2024)
- Специальный корреспондент Ольга Тимохина победила во II Всероссийском медиафоруме "Опережающие время. Люди науки" в номинации "Документальный фильм, очерк". (2024)
- Телеоператоры Виталий Воронков и Константин Попов стали лауреатами II Всероссийского медиафорума "Опережающие время. Люди науки" в номинации "Лучшая операторская работа". (2024)
- Корреспондент Алиса Дмитренко и телеоператор Артём Статюха победили в конкурсе "Спасти за 24" в рамках  XXVIII Международного экологического телефестиваля "Спасти и сохранить" (2024).
- Корреспондент Алиса Дмитренко стала лауреатом  XXVIII Международного экологического телефестиваля "Спасти и сохранить" (2024)  в номинации "Документальное кино" . Специальный приз у специального корреспондента Ольги Тимохиной.
- Директору ГТРК "Кубань" Екатерине Миньковой вручен нагрудный знак «За содействие МВД» (2024)
- Корреспондент Александр Крошный  стал лауреатом конкурса-премии имени Бориса Максудова.
- Главному режиссеру  ГТРК "Кубань" Анне Киселёвой  присвоено звание "Заслуженный журналист Краснодарского края" (2024)
- Специальный корреспондент Андрей Малёваный и руководитель службы радиовещания Алина Лактионова стали обладателями "Золотого микрофона Кубани" (2024). У специального корреспондента Ольги Тимохиной специальный приз. Лауреатом  "Золотого телеобъектива Кубани " (2024)  стал оператор Артём Статюха, у оператора Ивана Муронова - специальный приз.
- Старший редактор Никита Егоров и корреспондент Лев Коновалов стали победителями в Конкурсе на лучшее информационное освещение деятельности службы судебных приставов в 2023 году.
- Заместителю директора ГТРК "Кубань" Татьяне Куропаткиной присвоено звание "Заслуженный журналист Краснодарского края" (2023).
- Коллектив ГТРК "Кубань" занял 2 место в ежегодном краевом конкурсе оборонно-массовой и военно-патриотической работы памяти маршала Жукова Г.К.(2023).
- Продюсер службы радиовещания Никита Шкурин победил  в Краевом конкурсе творчества среди талантливой молодежи в сфере средств массовых коммуникаций «Медиа смена - 2023». Продюсер и корреспондент службы информационных программ телевидения Виктория Калмыкова  заняла 2 место.
- Автор и ведущий Васлий Зуй с программой "Одним днём" победил в краевом конкурсе лидеров туристской индустрии "Курортный Олимп - 2023".
- Шеф-редактор Александр Иванченко занял 2 место в Тарусском  фестивале телевизионных фильмов и программ «Берега» (2023).
- Директор ГТРК "Кубань" Екатерина Минькова решением городской Думы Краснодара награждена памятной медалью "За заслуги" (2023).
- Главный режиссёр Анна Киселёва победила в I Всероссийском медиафоруме "Опережающие время. Люди науки" (2023).
- Заместитель директора Татьяна Куропаткина и начальник службы радиовещания Алина Лактионова заняли 3 место в краевом "Конкурсе финансовой грамотности" (2023).
- Шеф-редактор Александр Иванченко награждён специальным призом фестиваля «Моя провинция» (2023).
- Радиоведущая Елена Белова стала лауреатом Всероссийского фестиваля национального вещания "Голос Евразии-2023".
- Шеф-редактор Александр Иванченко стал дипломантом Всероссийского конкурса "Лучшее журналистское произведение" (2023).
- Специальный приз XXVII Международного экологического телефестиваля "Спасти и сохранить" (2023)  у специального корреспондента Ольги Тимохиной.
- Главный режиссер Анна Киселёва стала финалистом в  XI Международном телевизионном фестивале военно-патриотических фильмов и программ «ВЕЧНЫЙ ОГОНЬ» (2023)
- Спецприз краевого конкурса "Золотой микрофон Кубани (радио) " (2023) завоевала радиоведущая Елена Белова.
- Спецприз краевого конкурса "Золотой Объектив Кубани" (2023) завоевал телеоператор Иван Муронов.
- "Золотой микрофон Кубани" (2023) завоевал корреспондент Лев Коновалов.
- Редактору службы спецпроектов Василию Зую присвоено звание "Заслуженный журналист Краснодарского края". (2022)
- Корреспондент Никита Егоров занял 2 место в конкурсе избирательной комиссии Краснодарского края  на лучшее освещение на телевидении выборов 11 сентября 2022 г.
- Шеф-редактор службы радиовещания Андрей Андреев занял 1 место в Медиафоруме «Черное золото России»(2022).
- Анна Овчинникова стала лауреатом XVI тарусского фестиваля телевизионных фильмов и программ "Берега" (2022).
- Мария Карагёзова - победитель в номинации "Лучший телесюжет" XIV Московского Международного телефестиваля "Профессия-журналист" (2022 г.)
- Краевой конкурс  творчества среди талантливой молодежи в сфере средств массовых коммуникаций «Медиа смена»(2022): редактор службы радиовещания Валерия Леньшина заняла 1 место, у  корреспондента Инны Чайки -  2 место.
- Анна Овчинникова победила во Всероссийском фестивале телепрограмм "Золотое кольцо России" (2022).
- "Золотой Объектив Кубани" (2022) завоевал телеоператор Константин Попов.
- "Золотой микрофон Кубани" (2022) завоевала корреспондент Мария Карагёзова.
- Редакция программы "Вести.Кубань" подготовила лучший телевизионный сюжет о международной Премии «Экология – дело каждого». Номинация «Рупор СМИ»
- Программа "Одним днём" удостоилась 2 места в краевом конкурсе "Курортный Олимп - 2021".
- Краевой конкурс  творчества среди талантливой молодежи в сфере средств массовых коммуникаций «Медиа смена» (2021): радиоведущая Елена Белова – 1 место, корреспондент  Валерия Кирсанова – 2 место
- Корреспондент Мария Карагёзова  получила специальный приз жюри "Героя нашего времени" в номинации "Эхо памяти" (2021 г.)
- ТЭФИ-Регион (2021). Главный режиссер Анна Киселёва – финалист в номинации "Лучший режиссёр".
- Специальный корреспондент Андрей Малёваный стал лауреатом Всероссийского конкурса телевизионных фильмов и программ «СМИ против коррупции» (2021).
- Всероссийский  фестиваль телепрограмм "Золотое кольцо России" (2021) -  2 место у специального корреспондента Андрея Малёваного.
- Краевой журналистский конкурс «На переднем рубеже» (2021) - 1  место у  главного режиссёра Анны Киселёвой.
- Всероссийский фестиваль "Моя провинция" (2021) - у корреспондента Марии Карагёзовой  1 место, ведущая службы радиовещания  Елена Белова заняла  2 место.
- Наталия Ксенодохидис  завоевала "Золотой микрофон Кубани" (2021).
- Программа "Одним днём" удостоилась 2 места в краевом конкурсе "Курортный Олимп - 2020".
- Корреспонденты Мария Карагёзова заняла 1-е место в региональном конкурсе "Кубань - регион больших возможностей - 2020", корреспонденты Валерия Кирсанова и Анастасия Панько поделелили 2 место.
- Главный режиссер Анна Киселёва и режиссер Дарья Решетова заняли 2 место в X Международном телевизионном фестивале военно-патриотических фильмов и программ «Вечный огонь - 2020».
- Ольга Тимохина, специальный корреспондент, заняла 1 место в региональном конкурсе «Золотой микрофон Кубани -2020».
- Андрей Малёваный, специальный корреспондент, занял 1 место в номинации «Журналистское расследование» Всероссийского конкурса телевизионных фильмов и программ «Мир права -2020»
- Мария Карагёзова, корреспондент, победила в региональном конкурсе "Медиа успех-2019",  3 место у корреспондента Анастасии Барбаш .
- Корреспонденты Валерия Кирсанова и Анна Калечёва стали победителями регионального конкурса "Кубань - регион больших возможностей - 2019", корреспондент Анастасия Барбаш заняла 2 место.
- Андрей Малёваный, автор и ведущий программы "Вести. Бизнес" , занял второе место в краевом конкурсе Союза журналистов Краснодарского края «Финансовая грамотность» 2019".
- Кристина Пьяных, автор и ведущая программы «Жить в южной столице» стала обладателем «Золотого микрофона Кубани — 2016».
- Анна Овчинникова получила диплом конкурса «Чистая вода», 2016 год.
- Коллектив ГТРК «Кубань» занял первое место в конкурсе избирательной комиссии Краснодарского края на лучшее освещение выборов в Государственную думу 2016 года. Отдельно отметили работу автора и ведущей программы «Жить в южной столице» — Кристины Пьяных. Благодарности за сотрудничество получили директор филиала ГТРК «Кубань» Наталья Тованчева, заместитель директора ГТРК «Кубань» Екатерина Минькова, продюсер службы информационных программ Анна Некоз и главный юрисконсульт компании Наталья Синчукова.
- Наталья Тованчева, директор ГТРК «Кубань» получила орденский знак «За веру, Кубань и Отечество» второй степени, 2016 год.
- Елена Лифанова, автор и ведущая программы «Территория культуры» заняла второе место краевого конкурса творчества среди талантливой молодежи в сфере журналистики. Номинация — «Моя малая родина на карте России», 2016 год.
- Анастасия Жорник стала лауреатом I степени в номинации «Музыка» национального фестиваля молодых журналистов в области культуры, 2016 год.
- Антон Березин, главный телеоператор ГТРК «Кубань», награждён медалью «За возвращение Крыма» Министерства обороны России, 2016 год.
- Олег Мазур, спортивный корреспондент «Вести. Кубань», Вадим Тованчев, шеф-редактор «Вести. Кубань», награждены «За журналистское мастерство и преданность профессии, популяризацию и продвижение спорта и физической культуры на Кубани», 2016 год.
- Наталья Тованчева, директор ГТРК «Кубань», Анастасия Кулачи, теле- и радиоведущая, Нина Синтякова, звукорежиссёр службы радиовещания ГТРК «Кубань» награждены «За высокий вклад в развитие радиовещания на Кубани и в связи с 90-летием со дня начала радиовещания в Краснодарском крае», 2016 год.
- Василий Зуй, автор программы «Маршрут выходного дня», занял второе место в конкурсе «Современник на экране-2016», в номинации «Чистая планета».
- Наталья Тованчева — обладатель премии «Влиятельные женщины Кубани-2016». Директор ГТРК «Кубань» победила в номинации «СМИ».
- Специальный репортаж «Исчезающая глубинка» Елены Семиховой стал победителем конкурса «Золотой микрофон Кубани-2016».
- Благодарственное письмо «За активное сотрудничество и пропаганду культуры безопасного поведения», 2015 год.
- Корреспондент Андрей Кныпа победил в VII Всероссийском фестивале по тематике безопасности и спасения людей «Созвездие мужества-2015» в номинации «Лучший телепроект».
- Виталий Воронков, телеоператор, удостоен звания «Золотой объектив-2015».
- Анастасия Кулачи, телеведущая, стала призёром Всероссийского литературного конкурса «О любви к Родине-2014». С работой «Точка с большим сердцем» она заняла второе место в номинации «Миниатюра».
- Елена Семихова, корреспондент, получила специальный диплом ежегодной региональной премии в области журналистики «Искра Юга 2013».
- Дипломом 7-го Международного фестиваля «Вечный Огонь-2013» удостоен большой вклад сотрудников нашей телерадиокомпании в раскрытие военно-патриотической темы на телевидении.
- Фильм «Мутная вода» Анны Сорокиной стал лауреатами конкурса «Золотой микрофон Кубани-2013».
- Фильм «Владимир Кривуля» признан лучшим и получил диплом победителя в номинации «Лучший сценарий» Всероссийского конкурса «Современник на экране» в рамках фестиваля «Герой нашего времени 2012».
- Дипломом 7-го Тарусского фестиваля телевизионных фильмов и программ «Берега» в 2010-м году в номинации «Лучший телевизионный сюжет» отмечена работа «Улыбка кубанской Джоконды».
- Диплом «Золотое перо Кубани-2009» присужден коллективу ГТРК «Кубань» в номинации «Интернет-СМИ».
- Работа журналистов нашей телерадиокомпании удостоена диплома победителя краевого конкурса лидеров туристической индустрии «Курортный Олимп-2008» в номинации «Лучший материал в краевых СМИ о курортах Краснодарского края».
- Программа «Сельская сторона» стала лауреатом Всероссийского конкурса журналистов «Экономическое возрождение России 2006».
- Программа «Монолог под пирог» — лауреат Всероссийского конкурса деловых женщин «Успех».
- Телевизионный фильм «Эпоха человека» награждён дипломом редакции энциклопедии «Лучшие люди России».
- Выпуск «Дежурной части» признан лучшей программой на 7-м Международном фестивале «Весенний Георгий».
- Программа «Детская площадка» вошла в число призёров Всероссийского фестиваля визуальных искусств 2004 и 2005 годов.
- Программа «Спорт-класс!» награждена Гран-при II Международного фестиваля спортивных журналистов «Олимп-2004».
- Дмитрий Мозолюк стал победителем телевизионного конкурса «ТЭФИ-Регион. 2003» в номинации «Лучший ведущий информационных программ Юга России».